# Polyodon spathula
El pez espátula americano o pez espátula del Mississippi (Polyodon spathula) es una especie de pez acipenseriforme de la familia Polyodontidae, la única del género Polyodon, que vive en aguas lentas del sistema de drenaje del río Misisipi. Es un gran pez de río, pudiendo alcanzar 2.2 m y pesar 100 kg.  Este pez toma su nombre común y científico por su distintiva trompa, que está fuertemente elongada y achatada como una espátula. Se cree que en esa trompa se encuentran electrorreceptores sensibles para detectar su presa, y para navegar seguro mientras migra a sitios de desove particulares. Se alimenta primariamente de zooplancton que filtra del agua usando alargadas agallas plumosas.
Fue común en todo el Medio Oeste de Estados Unidos, su sobrepesca ha causado la declinación poblacional, tanto por su carne como por sus huevas. También la alteración del río es otro fuerte factor en la disminución de sus poblaciones, como los embalses y otros obstáculos a su natación, donde el pez alcanzaba lugares que ya no puede acceder más.  Hasta cerca de los años 1900 se lo encontraba en los Grandes Lagos, como también en sistemas hídricos de Estados vecinos de EE. UU. y de provincias canadienses.  Especies invasoras como Dreissena polymorpha han reducido al zooplancton en los Grandes Lagos a tales bajos niveles que los programas de reintroducción de esta especie han fracasado. Recientemente, ejemplares de  pez espátula se han señalado en el europeo río Danubio. Podrían haber sido escapes desde granjas de peces rumanas o búlgaras  durante las inundaciones europeas de 2006, o si fueron echados al Danubio expresamente.
Es un pez popular deportivo, en los Estados que retienen suficientes poblaciones. Como son peces barreros (filtrantes), no aceptan anzuelos o señuelos, debiendo ser cazados por numerosos enganches. Numerosos estados, incluyendo a Misuri, han desarrollado programas de multiplicación de estos peces en reservorios donde las poblaciones residentes eran bajas o aún inexistentes, o en áreas donde las poblaciones históricas no se sustentaban naturalmente.

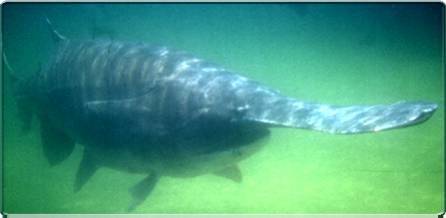
Polyodon spathula